# 리투아니아의 재외공관 목록

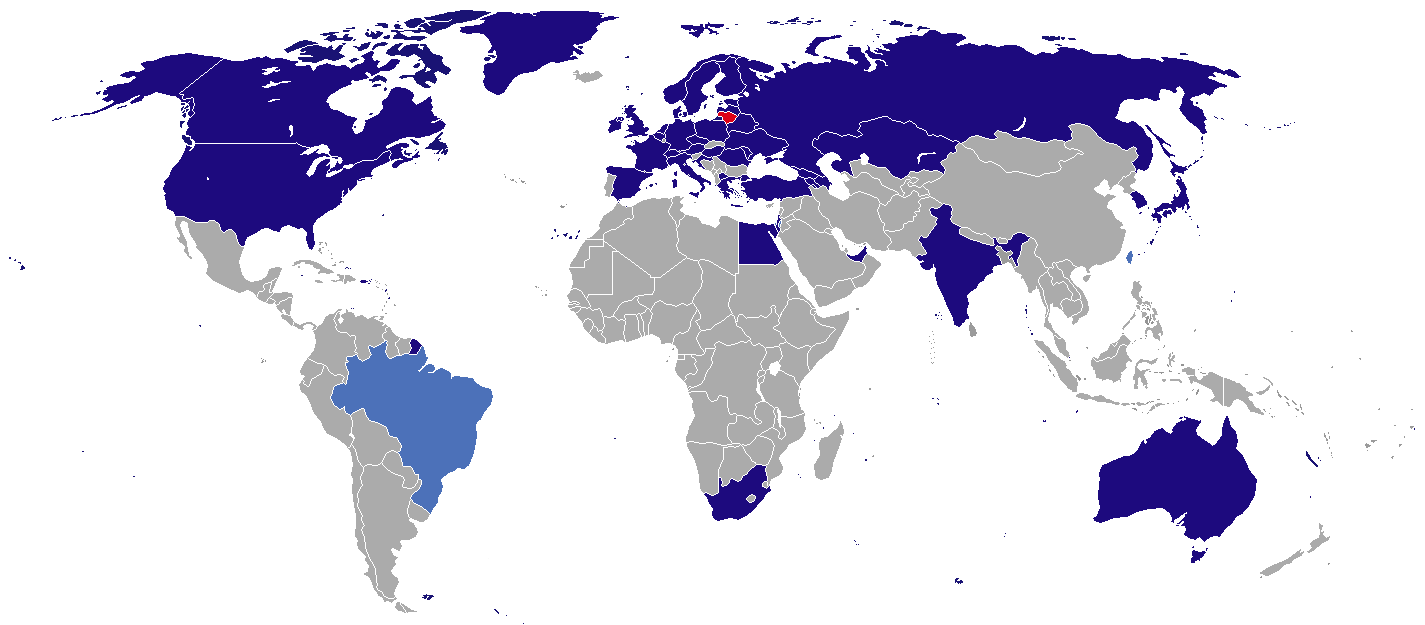
리투아니아의 재외공관

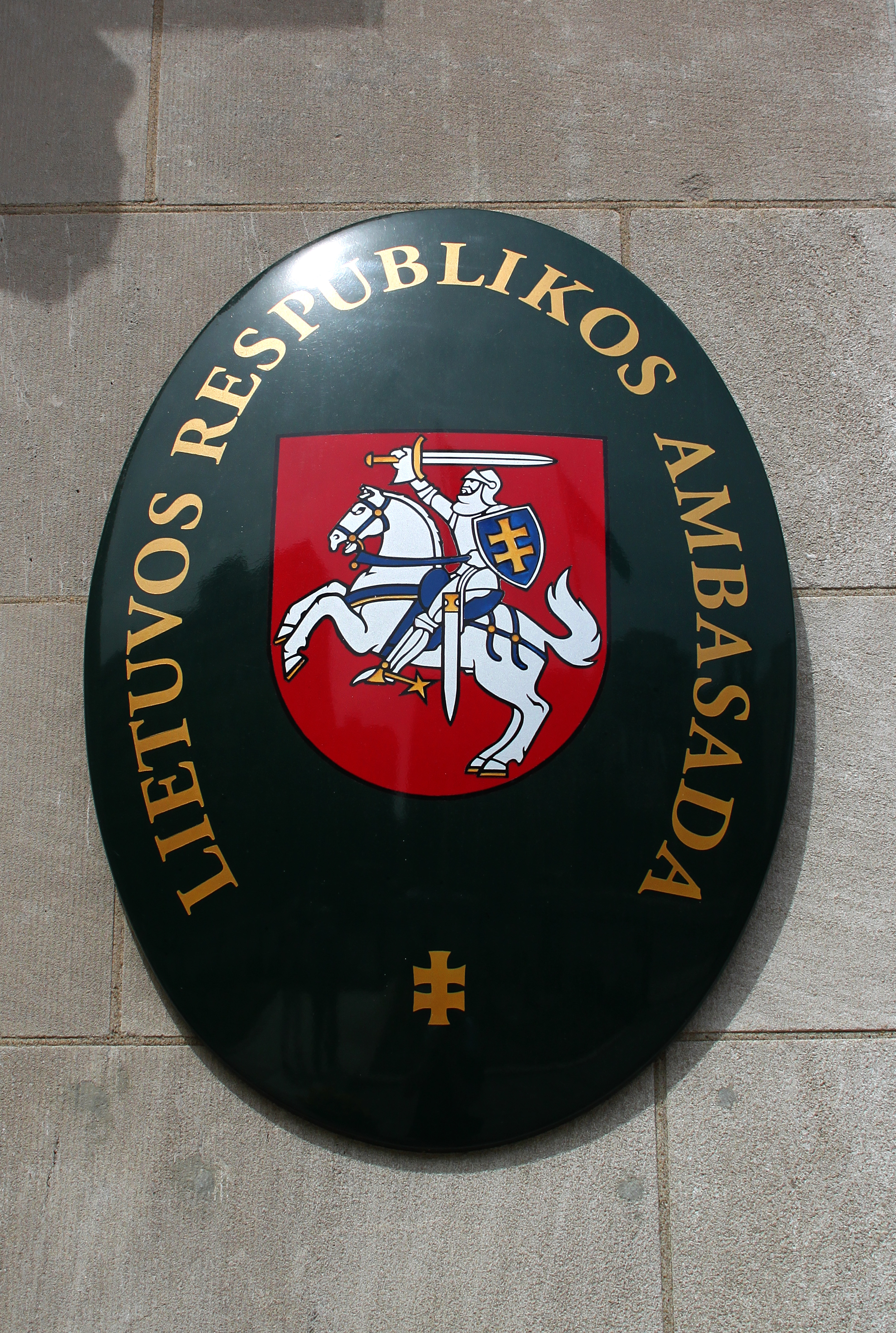
리투아니아의 재외공관 명판

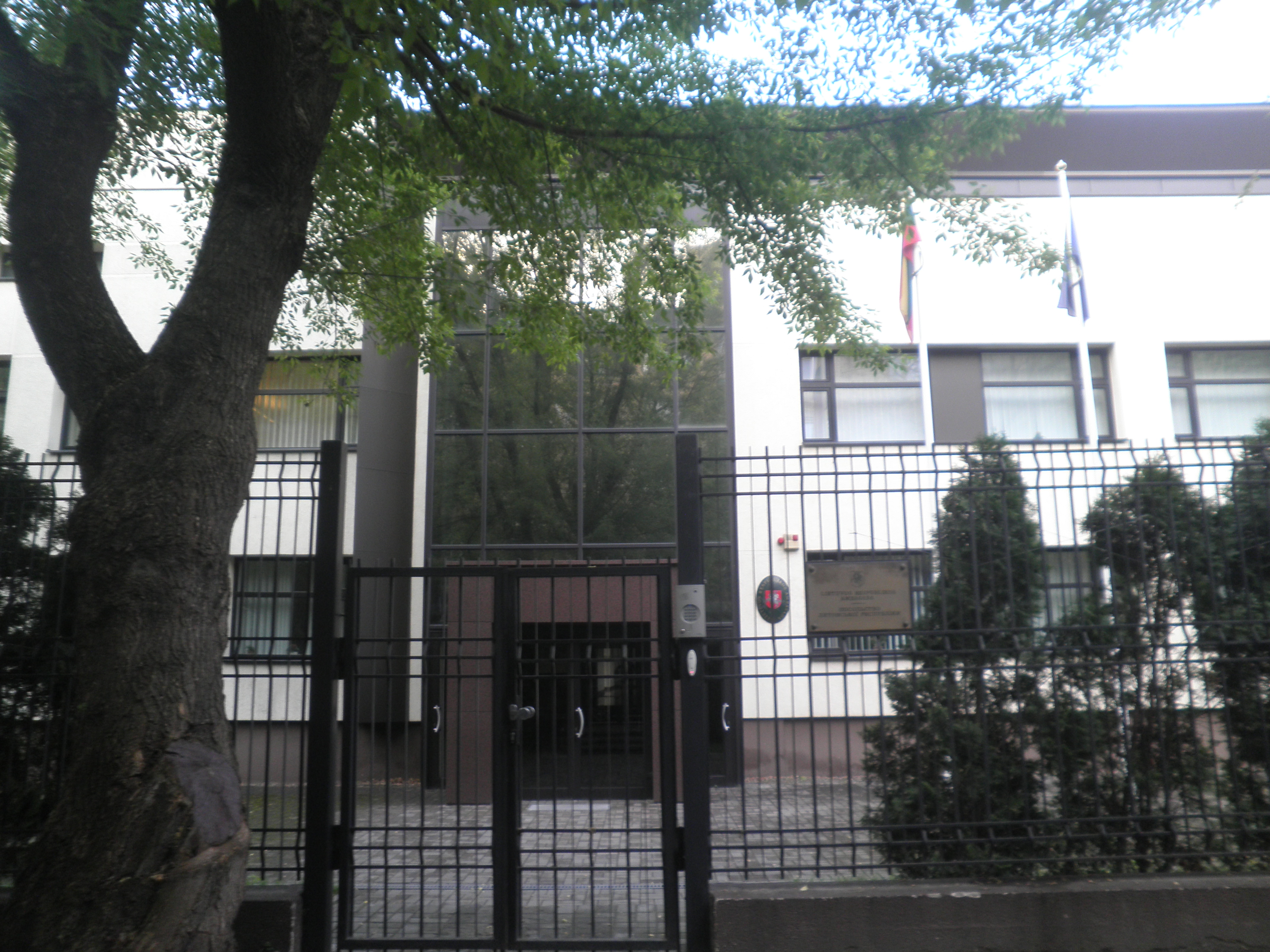
키이우 주재 리투아니아 대사관

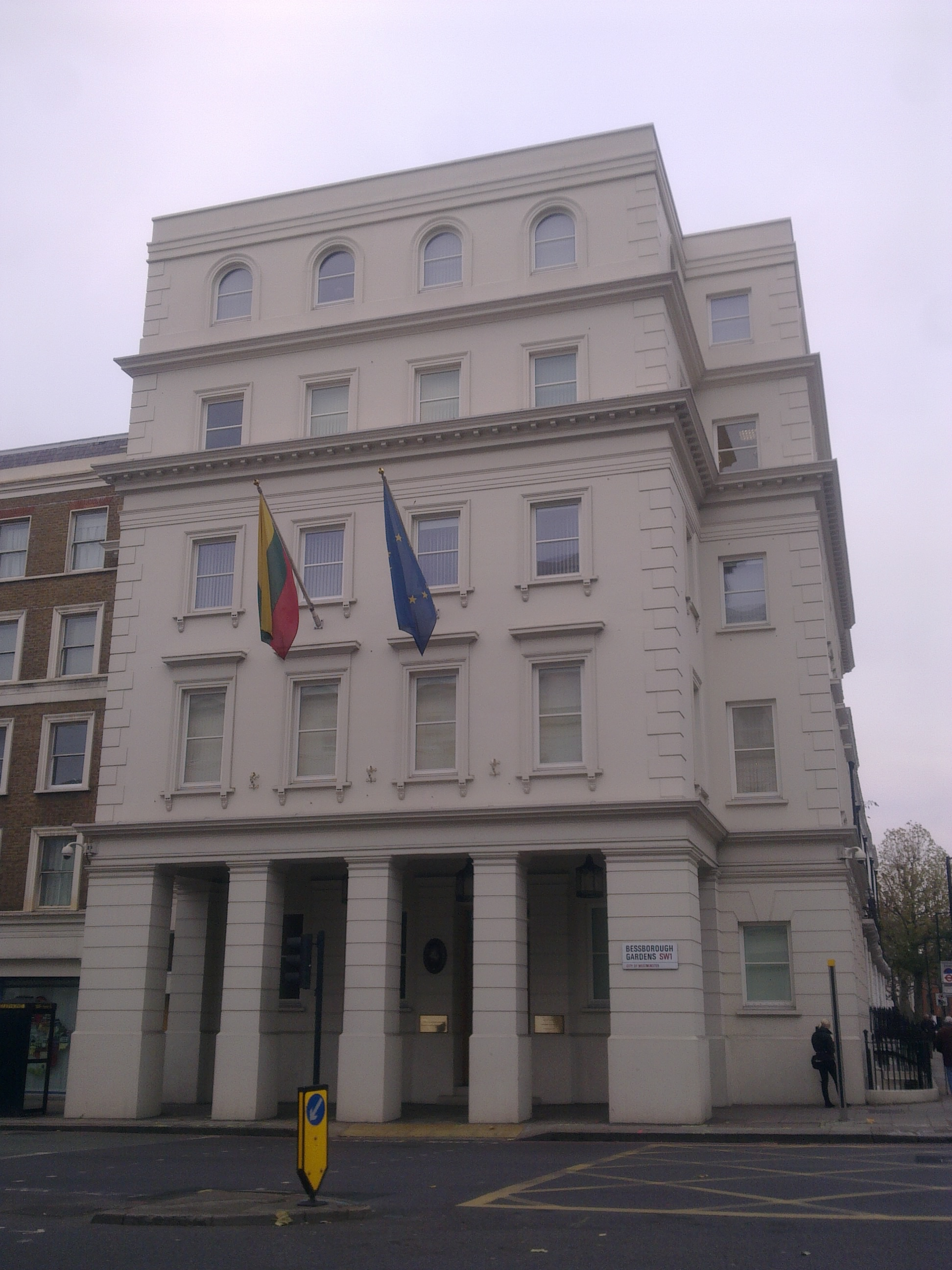
런던 주재 리투아니아 대사관

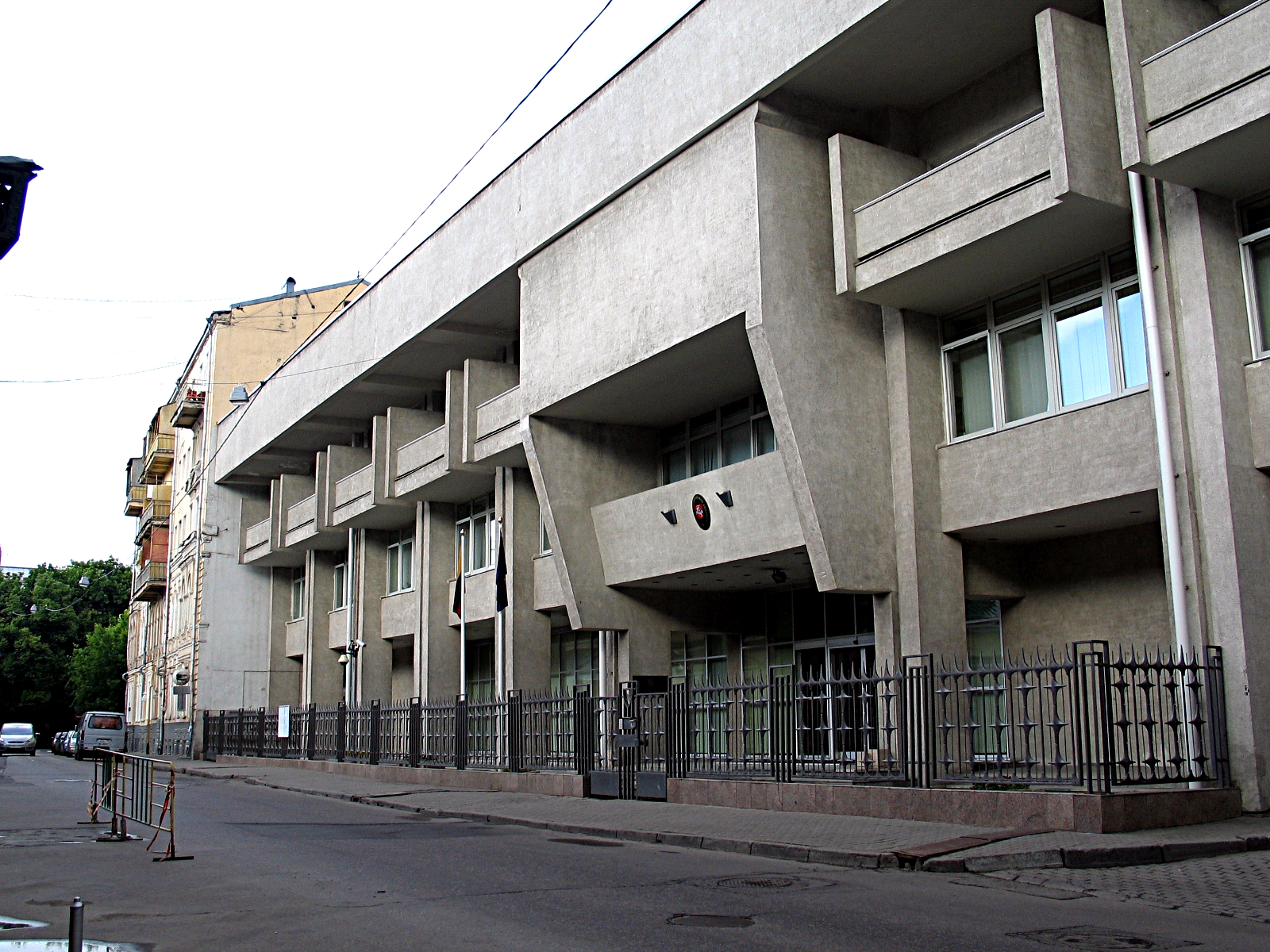
모스크바 주재 리투아니아 대사관

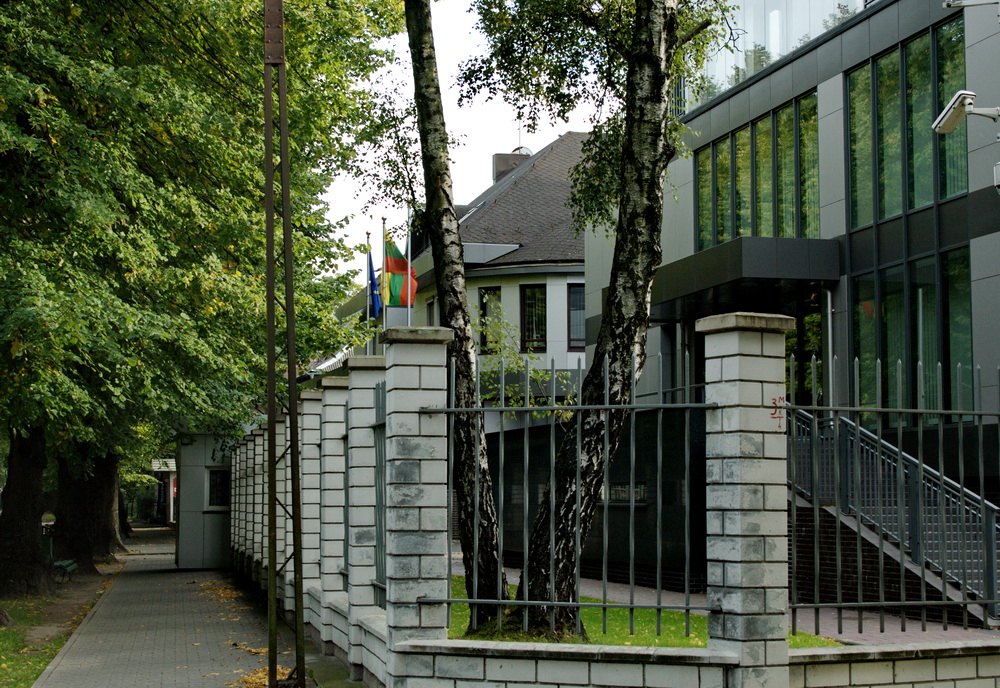
칼리닌그라드 주재 리투아니아 총영사관

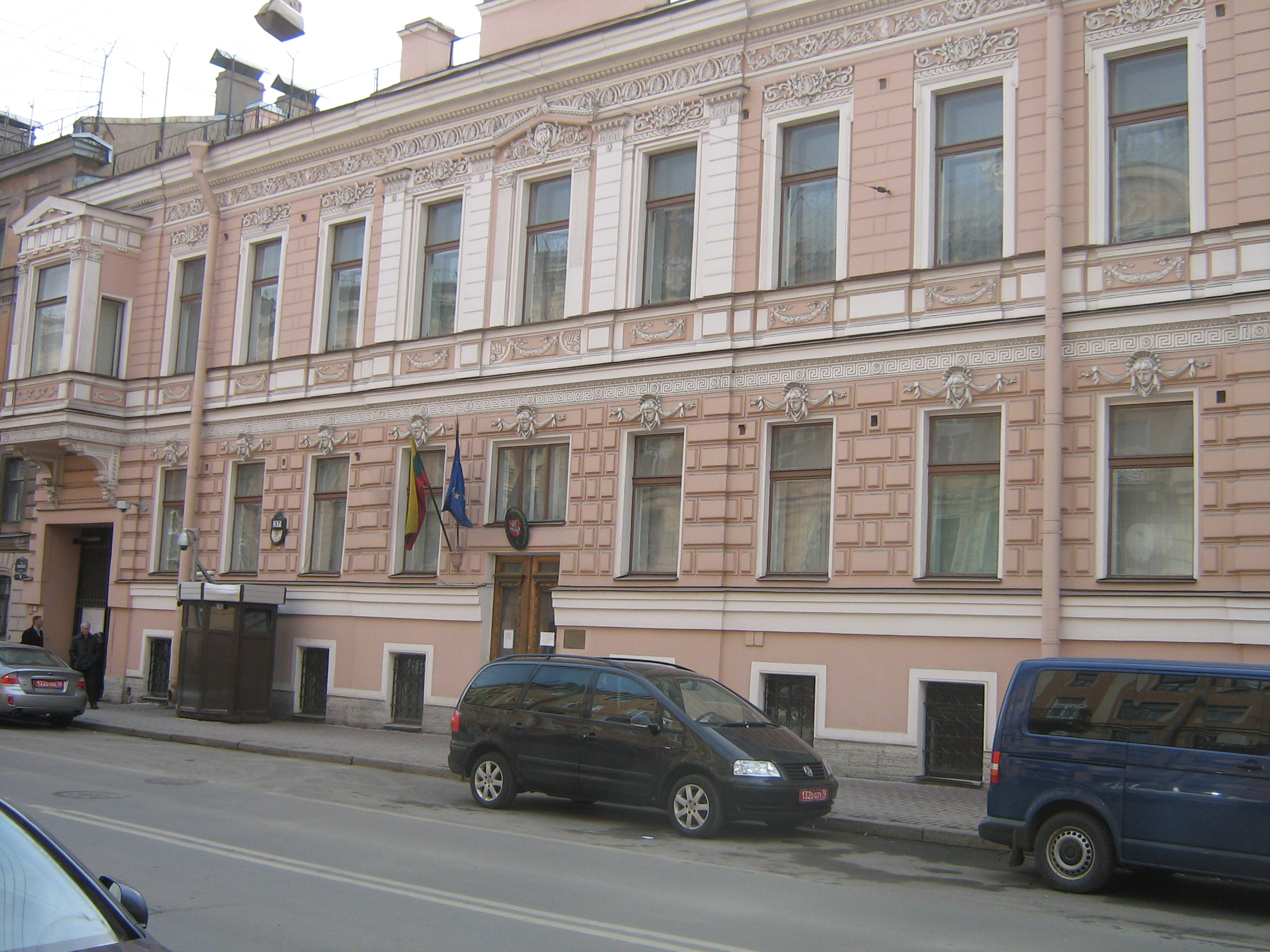
상트페테르부르크 주재 리투아니아 총영사관

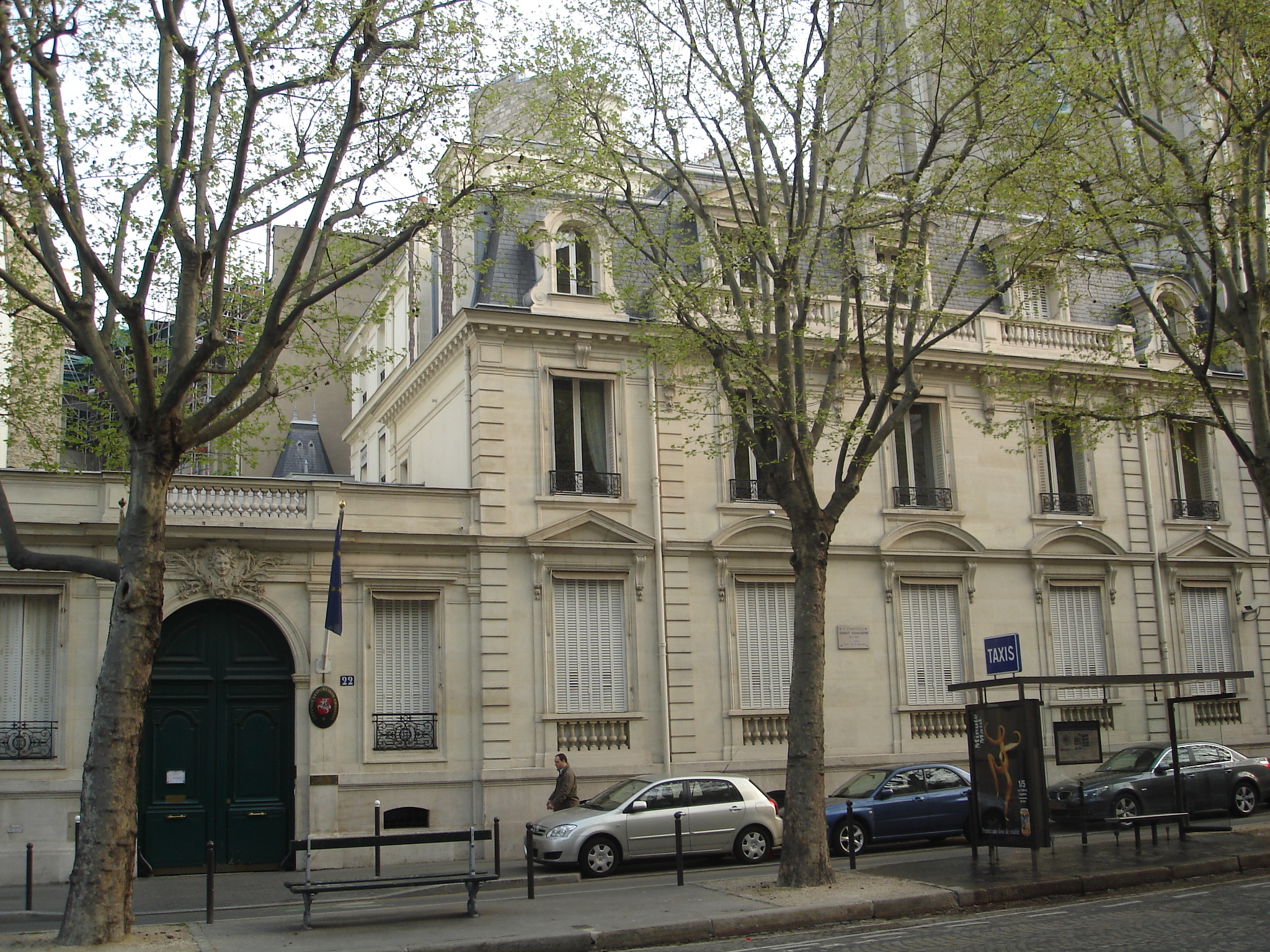
파리 주재 리투아니아 대사관

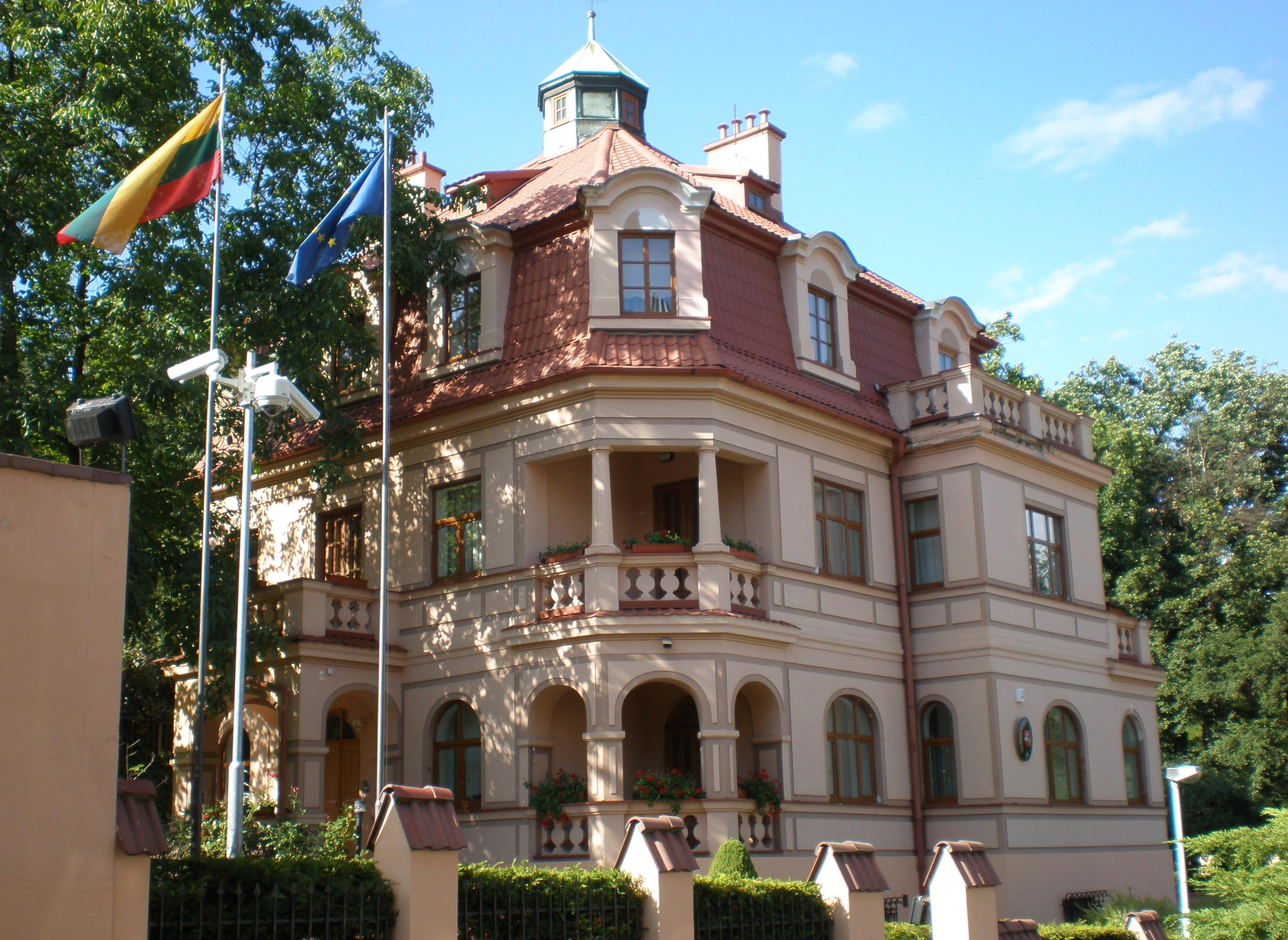
프라하 주재 리투아니아 대사관

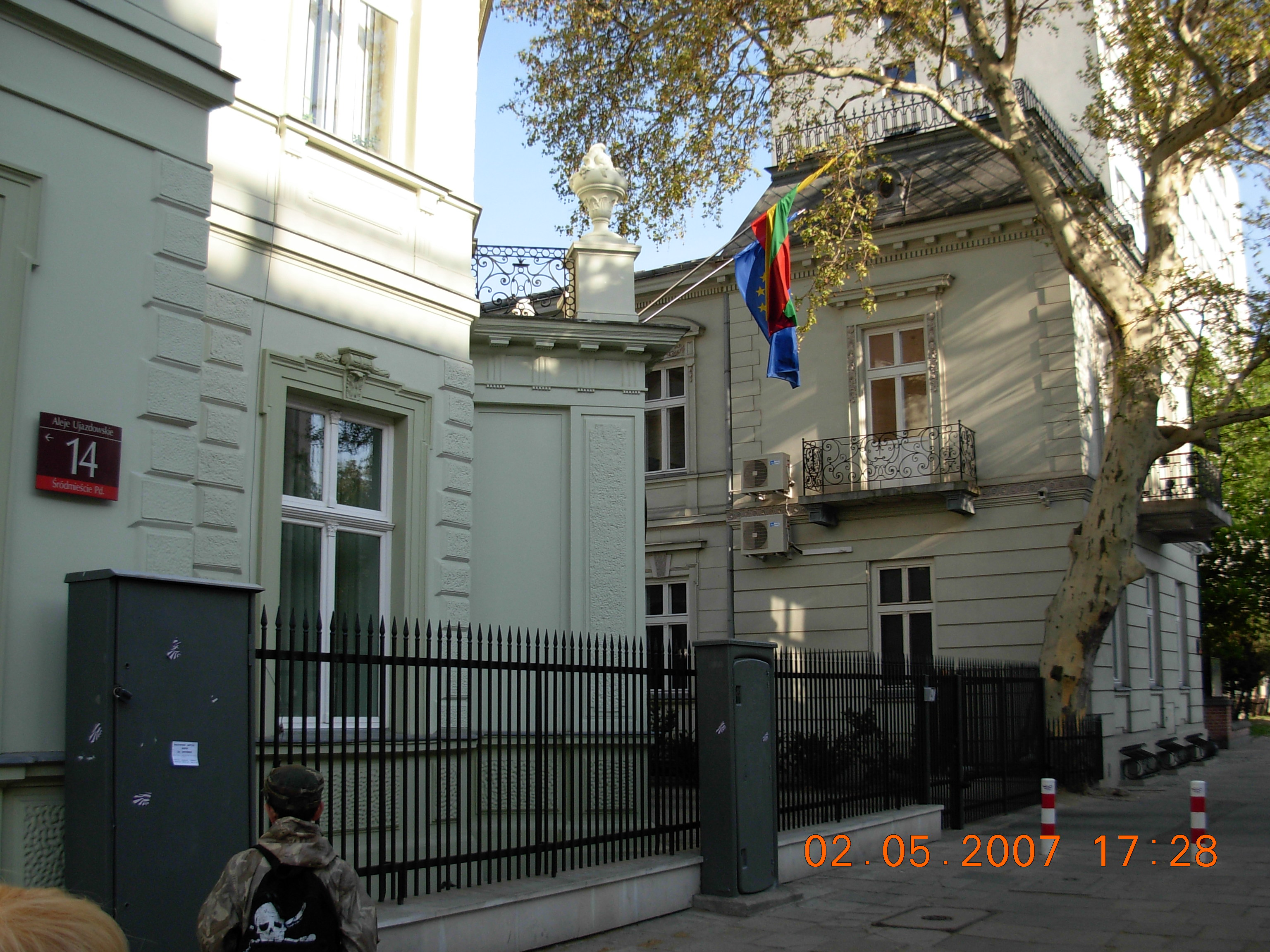
바르샤바 주재 리투아니아 대사관

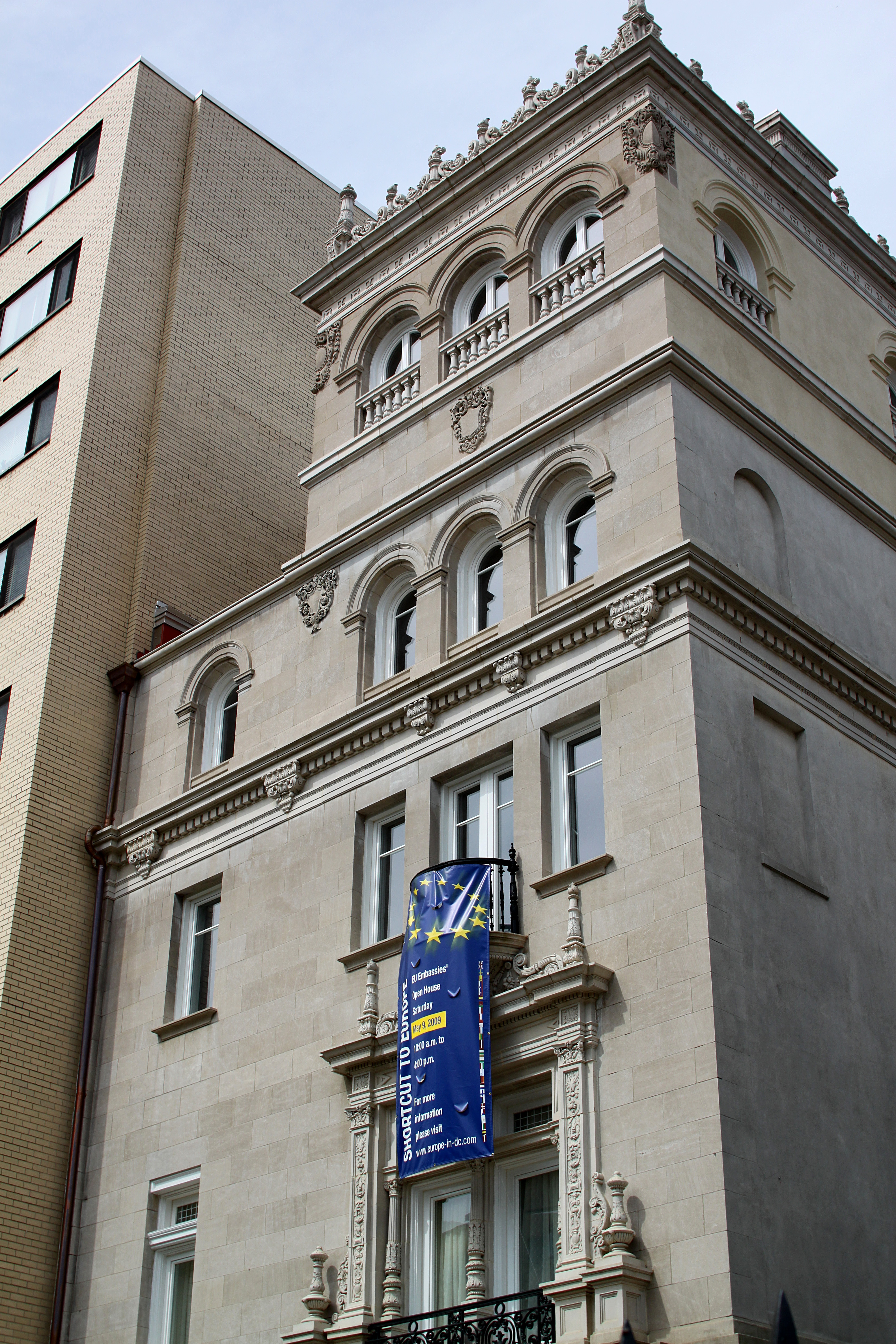
워싱턴 D.C. 주재 리투아니아 대사관

아래는 리투아니아의 재외공관 목록이다.

## 아프리카
- 남아프리카 공화국: 프리토리아 (대사관)
- 이집트: 카이로 (대사관)

## 아메리카
- 미국: 워싱턴 D.C. (대사관), 시카고 (총영사관), 로스앤젤레스 (총영사관), 뉴욕 (총영사관)
- 브라질: 상파울루 (총영사관)
- 캐나다: 오타와 (대사관)

## 아시아
- 대한민국: 서울특별시 (대사관)
- 아르메니아: 예레반 (대사관)
- 아제르바이잔: 바쿠 (대사관)
- 이스라엘: 텔아비브 (대사관)
- 인도: 뉴델리 (대사관)
- 일본: 도쿄도 (대사관)
- 조지아: 트빌리시 (대사관)
- 카자흐스탄: 아스타나 (대사관)
- 대만: 타이베이시 (대표부)
- 튀르키예: 앙카라 (대사관)

## 유럽
- 그리스: 아테네 (대사관)
- 네덜란드: 헤이그 (대사관)
- 노르웨이: 오슬로 (대사관)
- 덴마크: 코펜하겐 (대사관)
- 독일: 베를린 (대사관), 본 (분관)
- 라트비아: 리가 (대사관)
- 러시아: 모스크바 (대사관), 칼리닌그라드 (총영사관), 소베츠크 (영사관)
- 루마니아: 부쿠레슈티 (대사관)
- 몰도바: 키시너우 (대사관)
- 바티칸 시국: 바티칸 시국 (대사관)
- 벨기에: 브뤼셀 (대사관)
- 벨라루스: 민스크 (대사관)
- 스웨덴: 스톡홀름 (대사관)
- 스위스: 베른 (대사관)
- 스페인: 마드리드 (대사관), 발렌시아 (영사관)
- 아일랜드: 더블린 (대사관)
- 에스토니아: 탈린 (대사관)
- 영국: 런던 (대사관)
- 오스트리아: 빈 (대사관)
- 우크라이나: 키이우 (대사관)
- 이탈리아: 로마 (대사관)
- 체코: 프라하 (대사관)
- 크로아티아: 자그레브 (대사 사무소)
- 포르투갈: 리스본 (대사관)
- 폴란드: 바르샤바 (대사관), 세이니 (영사관)
- 프랑스: 파리 (대사관)
- 핀란드: 헬싱키 (대사관)
- 헝가리: 부다페스트 (대사관)

## 대표부
- EU, NATO 리투아니아 정부 대표부: 브뤼셀
- UN 리투아니아 정부 대표부: 뉴욕, 빈, 제네바
- UNESCO 리투아니아 정부 대표부: 파리
- 유럽 평의회 리투아니아 정부 대표부: 스트라스부르
- IAEA, 유럽 안보 협력 기구 리투아니아 정부 대표부: 빈